# Лід XV
Лід XV — це кристалічна форма льоду, упорядкована протонами  форма льоду VI. Він створюється шляхом охолодження води приблизно до 130 К при 1 ГПа (9820 атм).
Звичайний водяний лід відомий як лід I h, (за номенклатурою Бріджмена). Різні види льоду, від льоду II до льоду XVI, були створені в лабораторії при різних температурах і тисках.
14 червня 2009 року Крістоф Зальцманн з Оксфордського університету та його колеги повідомили про створення льоду XV і сказали, що його властивості значно відрізняються від передбачених. Зокрема, лід XV є антисегнетоелектричним, а не сегнетоелектричним, як було передбачено.